# Maurizio Bettini
Maurizio Bettini (* 24. Juli 1947 in Brixen) ist ein italienischer Altphilologe.

## Leben
Er wuchs in Livorno auf und wurde in Pisa ausgebildet. 1970 schloss er sein Studium unter der Anleitung des Philologen und Lateinwissenschaftlers Marino Barchiesi an der Universität Pisa mit einer Arbeit mit dem Titel Grecismo e neoformazione come aspetti della creatività di Plauto ab. 1974 war er als Assistent an derselben Universität tätig, wo er im folgenden Jahr Professor für griechische und lateinische Grammatik wurde. Unter der Leitung des deutschen Philologen Viktor Pöschl forschte er über Quintus Ennius an der Universität Heidelberg. 1981 verließ er Pisa, um die Stelle des außerordentlichen Professors für lateinische Literatur an der Universität Venedig zu übernehmen, eine Position, die er bis 1985 innehatte, als er ordentlicher Professor für griechische und lateinische Philologie an der Universität Siena wurde.

## Schriften (Auswahl)
- Verso un’antropologia dell’intreccio e altri studi su Plauto. Urbino 1991, ISBN 88-392-0164-5.
- I classici nell’età dell’indiscrezione. Turin 1995, ISBN 88-06-13638-0.
- Nascere. Storie di donne, donnole, madri ed eroi. Turin 1998, ISBN 88-06-14180-5.
- Wurzeln. Die trügerischen Mythen der Identität. Bonn 2018, ISBN 978-3-7425-0287-2.